# Addiscombe
Addiscombe  /ˈædᵻskəm/ es un área del sur de Londres, Inglaterra, dentro del distrito londinense de Croydon . Se encuentra 9,1 millas (15 km) al sur de Charing Cross, y está situado al norte de Coombe y Selsdon, al este del centro de la ciudad de Croydon, al sur de Woodside y al oeste de Shirley.

## Etimología
Se cree que Addiscombe como topónimo es de origen anglosajón, que significa "propiedad de Eadda o Æddi", de un nombre personal anglosajón, y la palabra camp, que significa un área cerrada en inglés antiguo. El mismo terrateniente anglosajón pudo haber dado su nombre a Addington, a unas dos millas al sur.

## Historia
Addiscombe, mencionado por primera vez en el siglo XIII, formaba parte de Croydon Manor y era conocido como un terreno cerrado perteneciente a Eadda. La zona fue una zona rural y densamente boscosa durante gran parte de su historia. Sus principales industrias eran la agricultura y la fabricación de ladrillos; los depósitos de arcilla en Woodside proporcionaban la materia prima para esta última.
Durante el período Tudor, Addiscombe era una gran finca y la sede de la familia Heron. Sir Nicholas Heron murió allí en 1568 y fue enterrado en la capilla de su familia en Croydon Minster.
La finca pasó por varios propietarios hasta 1650, cuando fue vendida a Sir Purbeck Temple, miembro del Consejo Privado en la época de Carlos II. Después de la muerte de Sir Purbeck en 1695 y su esposa Dame Sarah Temple en 1700, la propiedad pasó al sobrino de Dame Sarah, William Draper, quien estaba casado con la hija del famoso cronista, John Evelyn. Cuando Draper murió en 1718, dejó su propiedad a su hijo del mismo nombre y luego pasó a su sobrino, Charles Clark.

### Lugar Addiscombe
En 1703, Addiscombe Place fue construido para William Draper según el diseño de Sir John Vanbrugh. La casa fue construida en un sitio que ahora es la esquina de Outram Road y Mulberry Lane y se hizo conocida como una de las tres grandes casas en Addiscombe, las otras son 'Ashburton House' y 'Stroud Green House'. Reemplazó a la mansión isabelina construida por Thomas Heron en 1516. John Tunstall, un cortesano de Ana de Dinamarca, compró la casa de Heron y tenía un destacado jardín de flores.
John Evelyn registró en su Diario: "Fui a Adscomb el 11 de julio de 1703 para ver la nueva casa de mi yerno. Tiene excelentes elementos de ladrillo y piedra de Portland, por lo que la califiqué como una buena arquitectura sólida y una de las mejores". casas de caballeros en Surrey."  los invitados distinguidos que se alojaron en la mansión se encuentran Jorge III, William Pitt el Viejo y Pedro el Grande de Rusia. Se decía que Pedro el Grande había plantado un cedro en Mulberry Lane para registrar su visita.
Durante el siglo XVIII, Addiscombe Place fue sucesivamente el hogar de Lord Talbot, Lord Grantham y, por último, The Earl of Liverpool, que murió allí en 1808.

### Seminario militar de Addiscombe

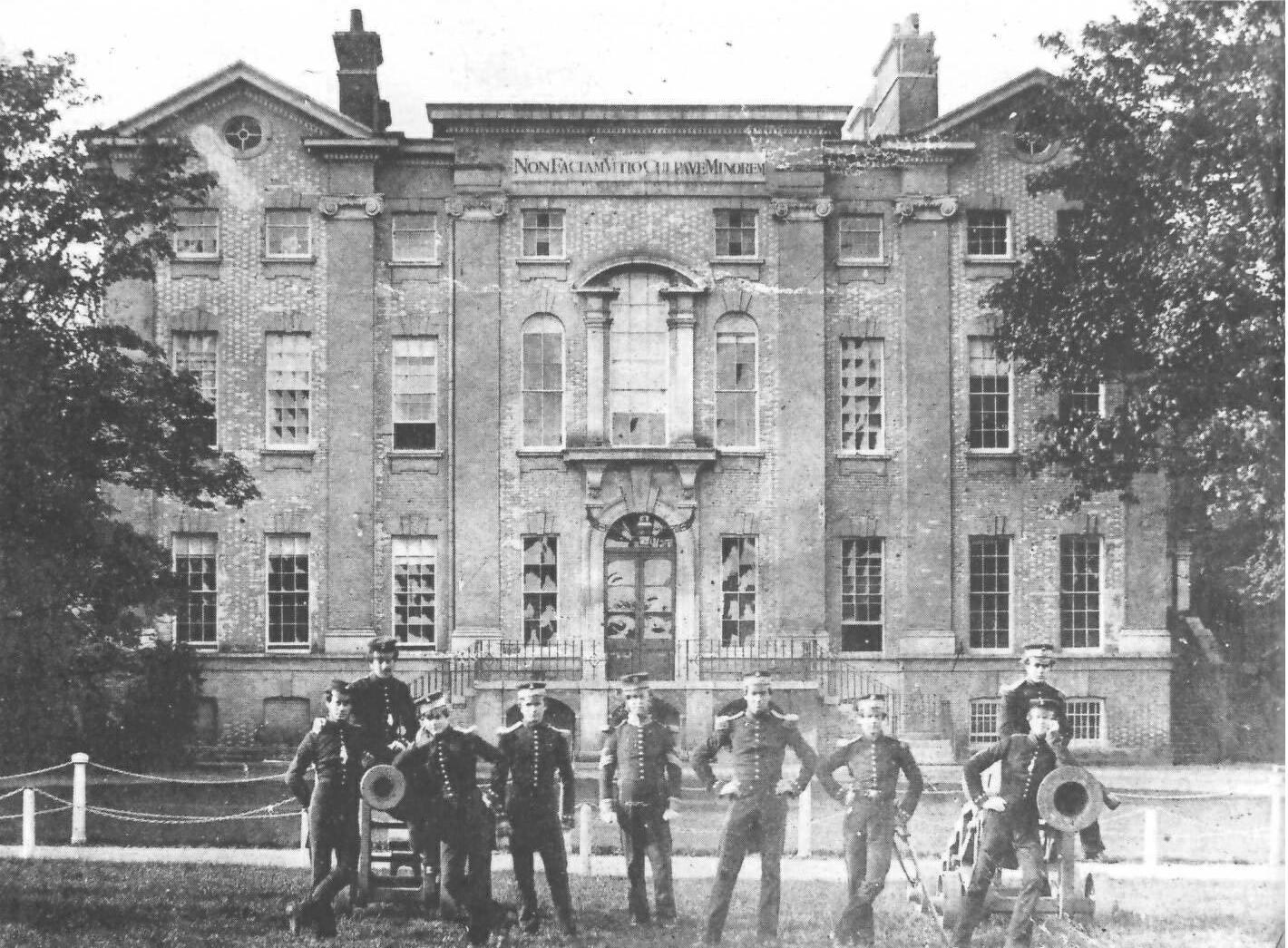
Seminario militar de Addiscombe, fotografiado hacia 1859, con cadetes en primer plano

En 1809, Emelius Ratcliffe vendió Addiscombe Place a la Compañía Británica de las Indias Orientales por 15.500 libras esterlinas, tras lo cual se convirtió en una academia militar conocida como el Seminario Militar de Addiscombe. Los cadetes fueron entrenados como oficiales de uno de los tres Ejércitos de la Presidencia de la Compañía. Su contraparte, el East India Company College en Hertfordshire, capacitó a los administradores de la Compañía. El motín indio de 1857 provocó fuertes críticas a la Compañía y en 1858 fue nacionalizada por el gobierno británico. El seminario militar se cerró en 1861 y los cadetes restantes fueron transferidos al Royal Military College de Sandhurst.
En 1863, los edificios del seminario se vendieron por 33.600 libras esterlinas a promotores que arrasaron la mayoría de ellos. Se trazaron cinco caminos paralelos en el sitio, al sur del antiguo sitio de la universidad: Outram, Havelock, Elgin, Clyde y Canning Roads. Todos recibieron el nombre de personas destacadas en el gobierno militar o civil de la India británica, a saber; Sir James Outram, Bt, Sir Henry Havelock, El conde de Elgin, Lord Clyde y El conde Canning. Todo lo que sobrevive del Seminario son dos edificios llamados 'Ashleigh' e 'India', en la esquina de Clyde Road y Addiscombe Road, y un antiguo gimnasio en Havelock Road, ahora apartamentos privados.

### Crecimiento suburbano

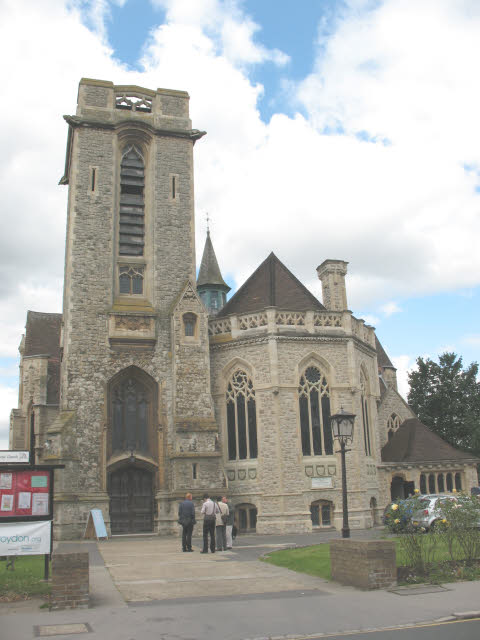
Iglesia de Santa María Magdalena, Addiscombe.

Con la llegada de los ferrocarriles en la década de 1830, Cherry Orchard Road, que unía Addiscombe con Croydon, dejó de ser una tranquila calle rural y surgieron cabañas de trabajadores ferroviarios, muchas de ellas con la fecha aún visible de 1838. Sin embargo, no fue hasta 1858 y con la venta del colegio que se produjo una urbanización significativa.
Anteriormente había una pequeña capilla adjunta al Seminario Militar de Addiscombe y hasta allí desfilaban los cadetes cada mañana y tarde para un servicio dirigido por el capellán. Los domingos, los cadetes bajaban a la iglesia parroquial de Croydon. En 1827, quedó claro que la iglesia parroquial de Croydon estaba demasiado lejos para atender las necesidades de la universidad y la iglesia parroquial de St James fue construida y consagrada el 31 de enero de 1829. La población de Addiscombe en ese momento era de aproximadamente 1000 habitantes. En 1870, la iglesia de San Pablo (construida por Edward Buckton Lamb) se inauguró y luego se volvió a dedicar en 1874 a Santa María Magdalena. La parroquia de Addiscombe se formó en 1879.
En la década de 1890, Ashburton Estate se vendió gradualmente para su remodelación, y Ashburton House, que anteriormente había albergado a figuras literarias como Alfred, Lord Tennyson, Thomas Carlyle y Henry Wadsworth Longfellow, fue demolida en 1910.

### Addiscombe moderno
Gran parte del terreno que quedó en el área después de la era victoriana inicial se había ocupado con desarrollos de viviendas más pequeños en la década de 1930. La estación de tren de Addiscombe cerró a finales de la década de 1990 y fue reemplazada por viviendas. Desde principios de 2006, varias partes de Addiscombe han estado en proceso de regeneración extensa, en particular la adición de viviendas al sitio del antiguo Black Horse Pub y la demolición de los antiguos Church Halls y un pequeño centro de jardinería en Bingham Road, permitiendo un nuevo Church Hall. y complejo comunitario que se construirá y que proporcionará apartamentos de lujo para jubilados en terrenos contiguos.
El área contiene varios parques y espacios verdes, en particular Ashburton Park y Addiscombe Recreation Ground. La principal zona comercial está situada a lo largo de Lower Addiscombe Road y contiene una variedad de tiendas, restaurantes y pubs.

## Deporte
- Addiscombe Hockey Club, Club de hockey sobre césped con sede en Addiscombe
- Addiscombe Cricket Club est. 1866
- Club ciclista de Addiscombe est. 1929

## Transporte

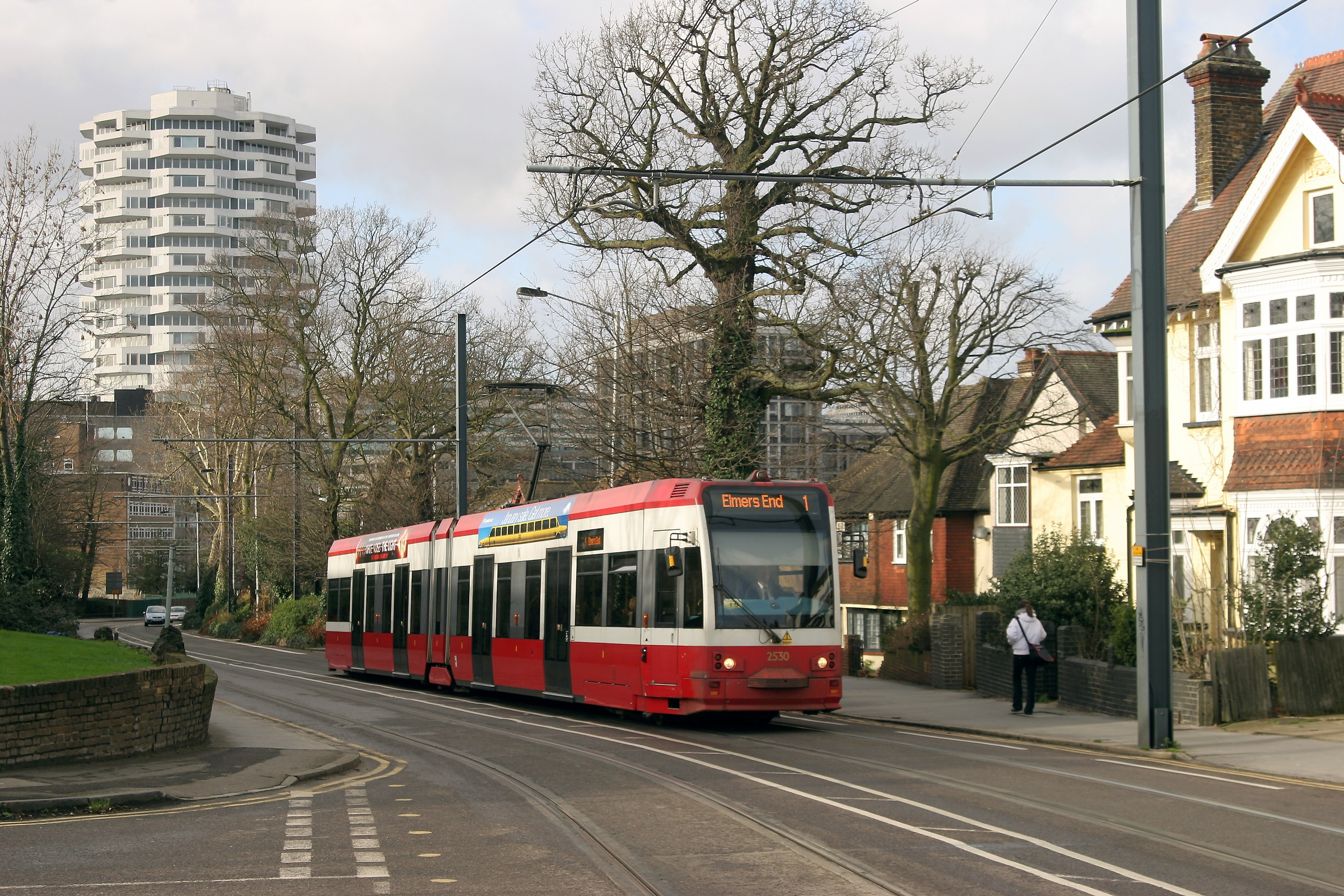
Tranvía en Addiscombe Road

Actualmente, el área cuenta con cuatro estaciones de Tramlink: Lebanon Road, Sandilands, Addiscombe y Blackhorse Lane. Sandilands fue escenario de un grave descarrilamiento en 2016 que provocó siete muertes.
La estación de tren de Addiscombe, situada a unos 500 metros al oeste de la principal zona comercial de Addiscombe, cerró en 1997 tras la retirada de los servicios de Elmers End. Posteriormente, el edificio de la estación fue demolido y reemplazado por viviendas (como East India Way). Parte de la vía entre las estaciones de tren de Woodside y Addiscombe es ahora Addiscombe Railway Park. La estación de Bingham Road también daba servicio anteriormente al área; estaba ubicado aproximadamente donde ahora está la parada de tranvía de Addiscombe, antes de cerrar en 1983. La antigua estación de tren apareció en las escenas iniciales de la película de Tony Hancock de 1961,  The Rebel. La estación de tren más cercana es ahora East Croydon.

## Gente notable
- Frederick George Creed (1871-1957), ingeniero eléctrico e inventor del teleimpresor, que vivía en 20 Outram Road, donde una placa azul de English Heritage lo conmemora.[15]
- R. F. Delderfield (1912–1972), escritor y dramaturgo vivió en 22 Ashburton Avenue, Addiscombe de 1918 a 1923 (conmemorado con una placa). Su serie "Avenue" está basada en su vida en Addiscombe y Shirley Park, y muchas de sus obras fueron adaptadas para televisión.[16]
- Matthew Fisher, organista de Procol Harum, nació en Addiscombe.[17]
- DH Lawrence (1885-1930), autor, vivió en 12 Colworth Road, Addiscombe de 1908 a 1912 mientras enseñaba en la escuela Davidson Road; la casa lo conmemora con una placa.[2]
- Kate Moss, modelo, creció en Addiscombe.[18]
- Paul Nihill, medallista olímpico que ganó una medalla de plata en los Juegos Olímpicos de Tokio 1964 por los 50 km de caminata; Nihill Place lleva su nombre.[19]
- David Prowse (1 de julio de 1935 - 28 de noviembre de 2020), actor que interpretó a Darth Vader, vivía en Addiscombe.[20]
- William Harris Rule (1802–1890), escritor y misionero metodista británico, murió en Addiscombe.[21]
- Betty Westgate MBE (1919-2000), fundadora de Breast Cancer Care, vivía en 1 Colworth Road (conmemorado con una placa).[22]

## Galería

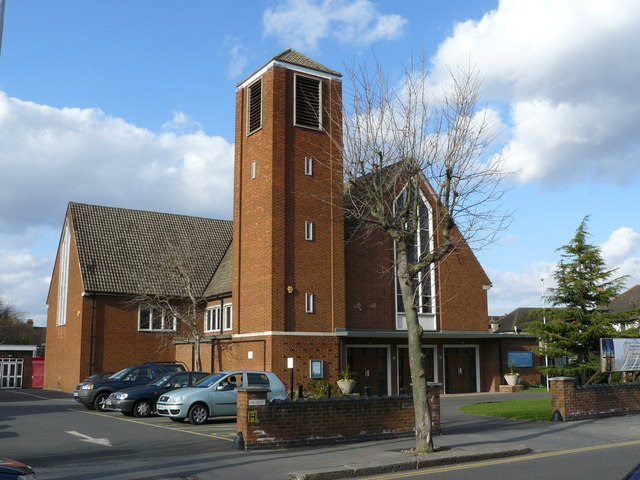
Our Lady of the Annunciation RC Church, Bingham Road, Addiscombe
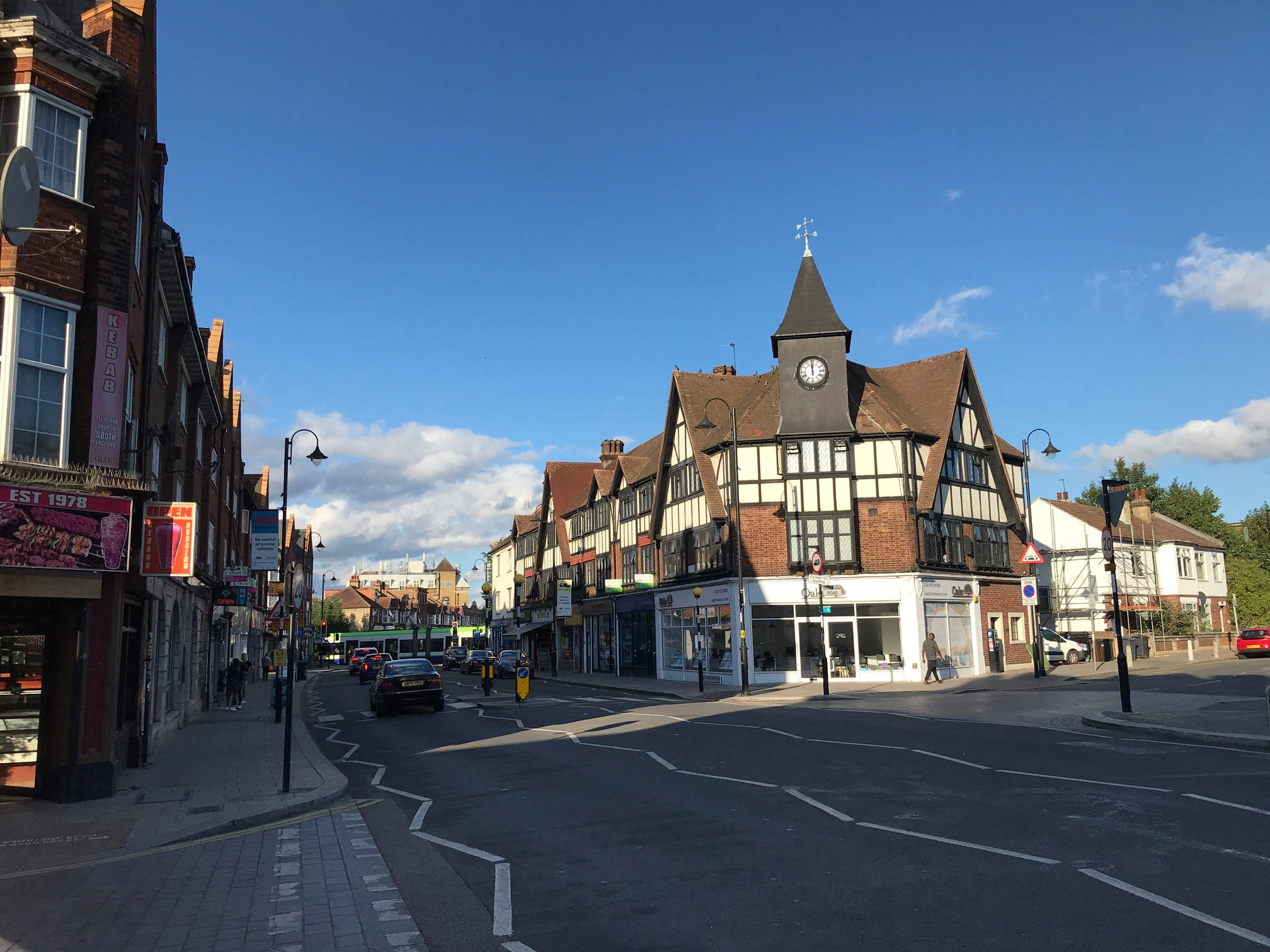
Lower Addiscombe Road shopping parade, looking east from the tram stop
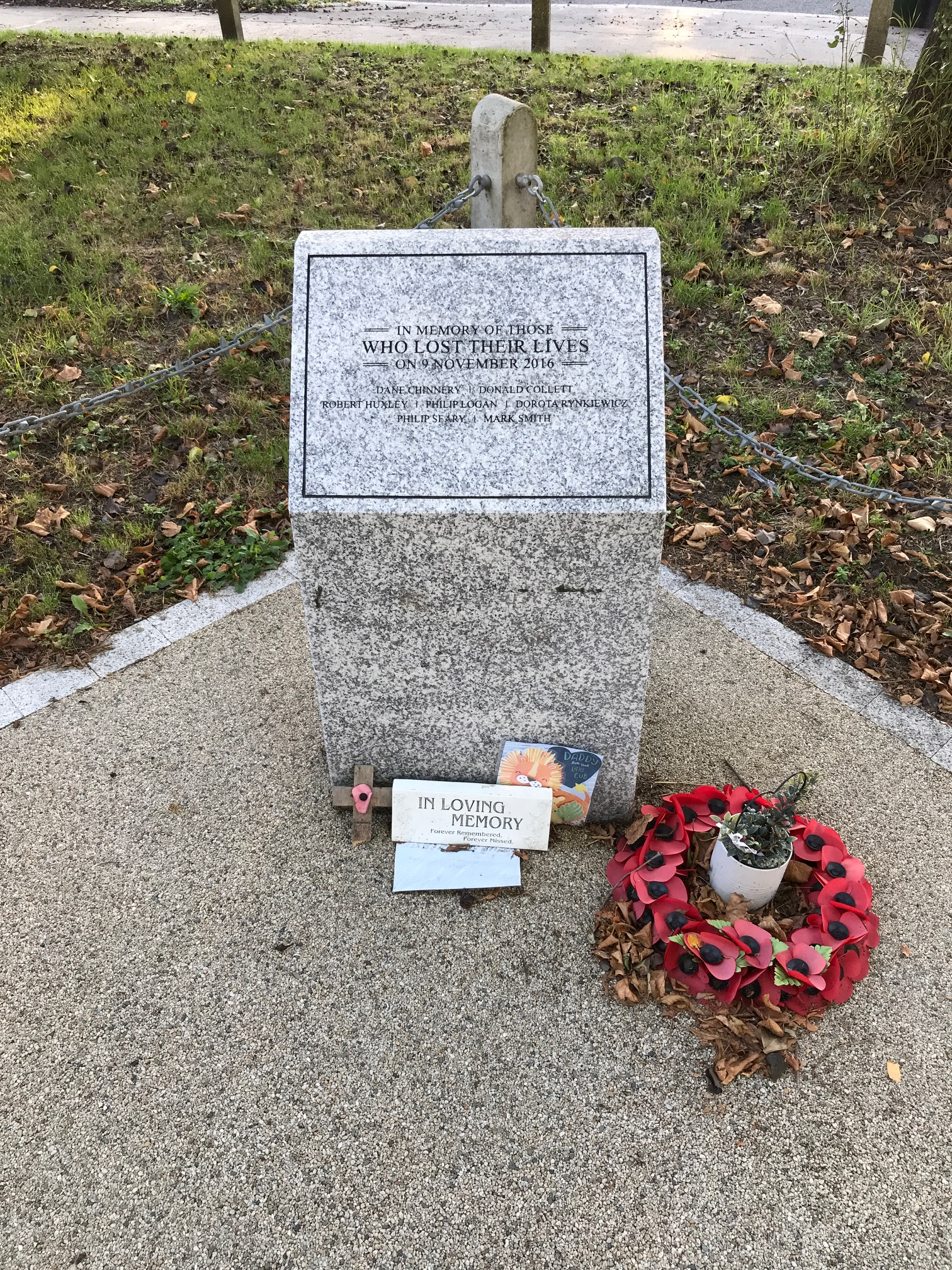
Memorial to the victims of the Sandilands tram crash
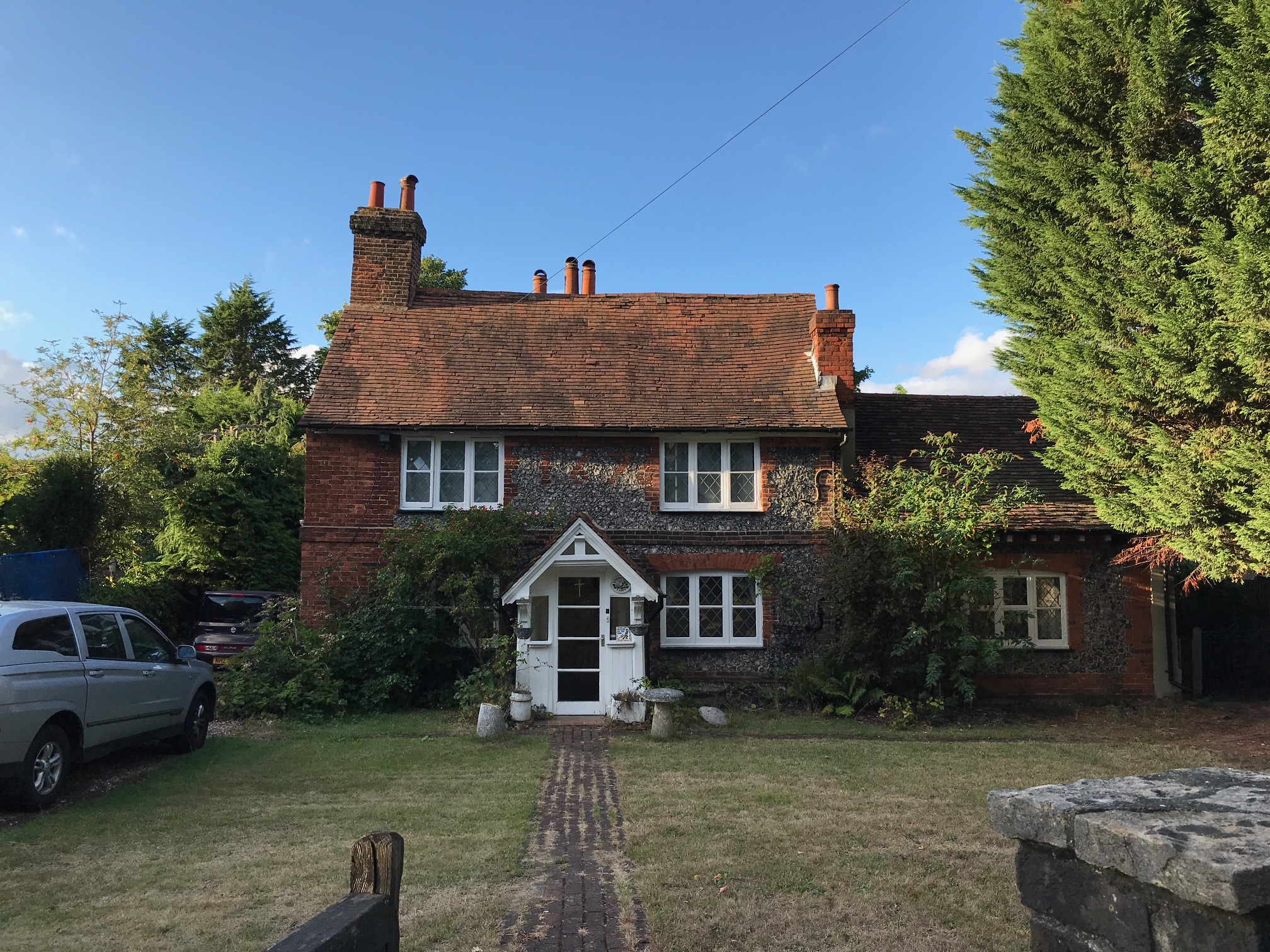
A 17th-century farm cottage on Addiscombe Road, listed at grade II
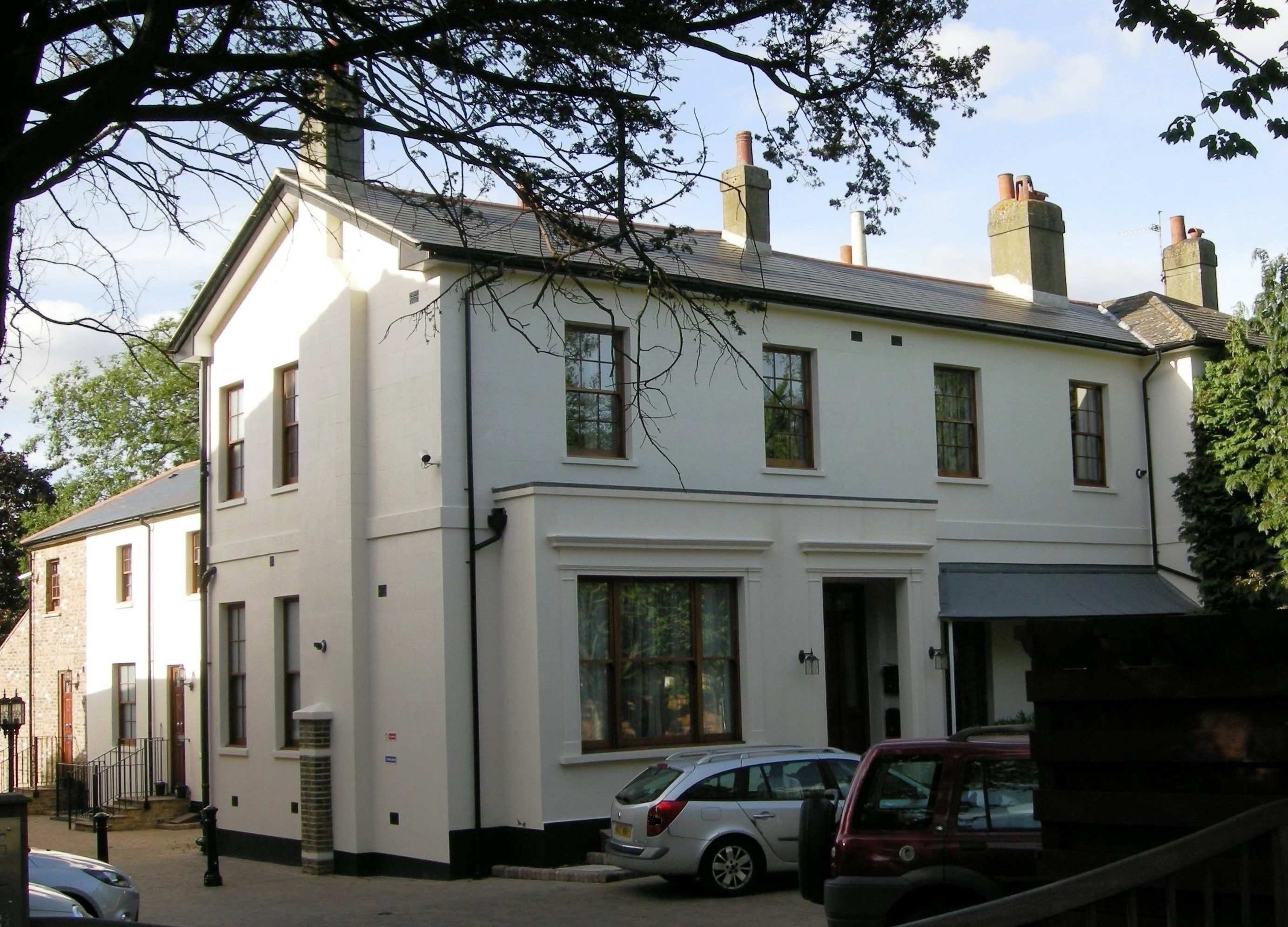
Ashleigh House, one of the few remnants of the formerly extensive Military Seminary
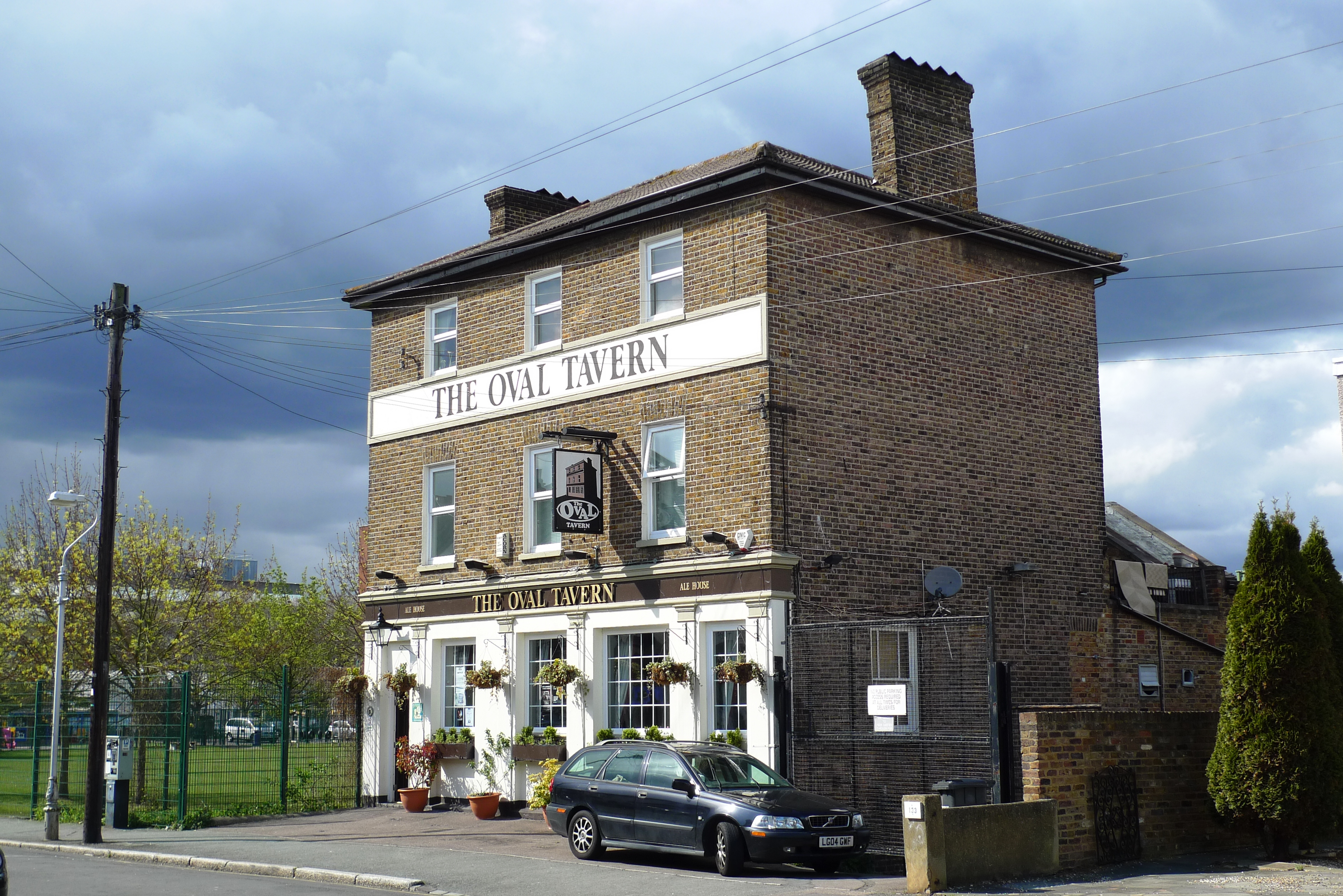
The Oval Tavern pub, Oval Road